# Левенці (родина)
Левенці — козацько-старшинський рід на Полтавщині у 17 — 18 століттях.
Найвідоміші представники:
- Прокіп Левенець (* ? — † 1691) — полковник полтавський (1674—1678, з перервами);
- Іван Прокопович Левенець (* ? — † близько 1736) — полтавський полковник (1703—1709).